# The Lieutenant's Last Fight
Pour plus de détails, voir Fiche technique et Distribution.
The Lieutenant's Last Fight est un film muet américain réalisé par Thomas H. Ince et sorti en 1912.

## Fiche technique
- Titre original : The Lieutenant's Last Fight
- Réalisation : Thomas H. Ince ou Francis Ford[1]
- Photographie : Ray C. Smallwood
- Production : Thomas H. Ince[1]
- Société de production : New York Motion Picture Company
- Société de distribution : The Universal Film Manufacturing Company
- Pays de production :  États-Unis
- Langue originale : anglais
- Format : noir et blanc — 35 mm — 1,37:1 — Film muet
- Genre : Western, Court métrage
- Durée : 20 minutes (2 bobines)
- Date de sortie : États-Unis :  1er juin 1912
- Licence : Domaine public

## Distribution
- Francis Ford : Colonel Garvin
- Ethel Grandin : Ethel Garvin
- J. Barney Sherry : Capitaine Haines
- Ann Little : la squaw
- William Clifford
- Clifford Smith
- Winnie Baldwin
- Ray Myers : un soldat
- Art Acord : Big Buffalo
- William Eagle Shirt : le chef sioux